# Thoroughbred (album)
Thoroughbred è un album in studio della cantautrice statunitense Carole King, pubblicato nel 1976.

## Tracce
Side 1
1. So Many Ways – 3:11
2. Daughter of Light – 3:11
3. High Out of Time – 3:15
4. Only Love is Real – 3:29
5. There's a Space Between Us – 3:20

Side 2
1. I'd Like to Know You Better – 2:48
2. We All Have to Be Alone – 3:44
3. Ambrosia – 3:16
4. Still Here Thinking of You – 3:11
5. It's Gonna Work Out Fine – 3:50